# Chenārlaq
Chenārlaq (persiska: چِنارليق, چنارلق, Chenārlīq) är en ort i Iran.   Den ligger i provinsen Ardabil, i den nordvästra delen av landet, 290 km nordväst om huvudstaden Teheran. Chenārlaq ligger 1 246 meter över havet och antalet invånare är 569.
Terrängen runt Chenārlaq är bergig norrut, men söderut är den kuperad. Terrängen runt Chenārlaq sluttar söderut. Runt Chenārlaq är det ganska glesbefolkat, med 47 invånare per kvadratkilometer. Närmaste större samhälle är Gowhar, 14,7 km sydost om Chenārlaq. Trakten runt Chenārlaq består i huvudsak av gräsmarker.